# Щербиновский (Краснодарский край)
Щербиновский  — посёлок в Щербиновском районе Краснодарского края России.
Административный центр Щербиновского сельского поселения.

## География
Посёлок расположен в 10 км к западу от районного центра — станицы Старощербиновской, в 1 км от берега Ейского лимана.
Железнодорожная платформа Щербиновская.

### Улицы
| - ул. Азовская, - ул. Гагарина, - ул. Дальняя, - ул. Дзержинского, - ул. Ейская, - ул. Железнодорожная, - ул. Западная, - ул. К. Маркса, | - ул. Кирова, - ул. Комарова, - ул. Комсомольская, - ул. Королёва, - ул. Кочубея, - ул. Ленина, - ул. Мира, | - ул. Молодёжная, - ул. Первомайская, - ул. Победы, - ул. Садовая, - ул. Свердлова, - ул. Советская, - ул. Строителей. |

## История
В 1932 году на территории нынешнего посёлка Щербиновский был образован свиносовхоз.
Решением Исполнительного комитета Краснодарского краевого Совета депутатов трудящихся от 26 августа 1958 года № 532 посёлок при центральной усадьбе свиносовхоза «Щербиновский» совхозного поселкового сельского Совета был зарегистрирован и ему было присвоено наименование посёлок Щербиновский.

## Население
| 2002 | 2010  |
| ---- | ----- |
| 1816 | ↘1783 |